# Aeropuerto de Inukjuak
El Aeropuerto de Inukjuak (del inglés: Inukjuak Airport) (IATA: YPH, OACI: CYPH) está ubicado en Inukjuak, Quebec, Canadá.

## Aerolíneas y destinos
- Air Inuit
  - Kuujjuaq / Aeropuerto de Kuujjuaq
  - Puvirnituq / Aeropuerto de Puvirnituq
  - Sanikiluaq / Aeropuerto de Sanikiluaq
  - Umiujaq / Aeropuerto de Umiujaq